# باکلان ژاپنی
باکلان ژاپنی یا باکلان تمینک (نام علمی: Phalacrocorax capillatus) نام یک گونه از سرده باکلان‌های سیاه است.